# Last 2 Walk
Last 2 Walk è il nono album in studio del gruppo hip hop statunitense Three 6 Mafia, pubblicato nel 2008.

## Tracce
1. Intro – 1:07
2. I Told 'Em – 3:21
3. Trap Boom (featuring Project Pat) – 3:08
4. Playstation – 4:04
5. I Got (featuring Pimp C & Project Pat) – 3:47
6. I'd Rather (featuring UNK) – 4:47
7. That's Right (featuring Akon) – 2:56
8. Corner Man – 3:07
9. Weed, Blow, Pills – 3:29
10. DXS Talk (Skit) – 0:44
11. Hood Star (featuring Lyfe Jennings) – 3:09
12. Get Ya Rob (featuring Project Pat) – 3:46
13. On Some Chrome (featuring UGK) – 4:13
14. Rollin (featuring Lil Wyte) – 3:37
15. Click Bang – 3:36
16. My Own Way (featuring Good Charlotte) – 3:34
17. Dirty Bitch (featuring Project Pat) – 3:26
18. First 48 (featuring Al Kapone, 8Ball & MJG, DJ Spanish Fly & Project Pat) – 4:34
19. Outro – 3:17

Tracce bonus Edizione Deluxe
1. Lolli Lolli (Pop That Body Intro) – 3:44
2. Lolli Lolli (Pop That Body) (featuring Project Pat, Superpower & Young D) – 4:11
3. My Own Way (Remix) (featuring Good Charlotte) – 3:34